# Hedda von Fersen
Hedvig "Hedda" Eleonora von Fersen, gift Klinckowström, född den 2 juli 1753, död 8 november 1792 i Pisa, Italien, var en svensk grevinna och statsfru.

## Biografi
Hedvig Eleonora von Fersen var dotter till fältmarskalken greve Fredrik Axel von Fersen och grevinnan Hedvig Catharina De la Gardie. 1773 gifte hon sig med överstemarskalken Thure Leonard Klinckowström, i hans andra äktenskap, med vilken hon fick fyra barn, däribland Axel Leonhard Klinckowström och Hedvig Amalia Charlotta Klinckowström.

### Hovfunktionär
Hedvig Eleonora ansågs ha haft "det eldigaste snille, öfverträffande deri kanske alla svenska fruntimmer, samt med den starkaste själ". Hon beskrevs av Hedvig Elisabet Charlotta av Holstein-Gottorp som kvick, reserverad och distanserad, ovärldslig och ointresserad av sitt yttre. Hon blev 1774 en av de första sex kvinnor som utnämndes till statsfru, när Gustav III införde den posten vid det svenska hovet. 
Hon hade motvilligt accepterat anställningen som statsfru på begäran av sin man som önskade det av ekonomiska skäl: 
"Grefvinnan Klinckowström är älskvärd, glad och trefvlig, begåfvad och bildad, med en pålitlig karaktär och vän af sina vänner. Hon är för öfvrigt obekymrad om den öfriga världen och åser dess galenskaper med själslugn, i synnerhet allt som sker vid hovet. Hennes uppfattning af tilldragelserna är emellertid något satirisk, men hon är ytterst försiktig och meddelar sina iakttagelser endast åt dem, som hon hyser stort förtroende till. Det var med motvilja, som hon antog anställning som statsfru hos drottningen, samt uteslutande för att göra sin man till viljes, han trodde nämligen, att det skulle kunna vara fördelaktigt, och han är särdeles ekonomisk af sig och kan nästan kallas snål. Hon är säkerligen föga road av en befattning, som måste besvära henne, då hon ej kan fina nöje uti att kläda sig grant och fint; hon är till och med härvidlag gaska vårdslös."
Enligt Carl Fredrik Ehrensvärd jämrade hon sig över sin hovtjänst och vantrivdes vid hovet, troligen eftersom "varken pharospel eller de konversationer ifrån dessa sällskap kan avvinnas, stå att förena med hennes vett, artighet och belevenhet". Hon var förstahandsvalet då en hovmästarinna skulle utses för det nya kungabarnet 1782, men tackande nej.

### Relation till Gustav III
Hedvig Eleonora var en av Gustav III:s personliga vänner. Vintern 1776, till exempel, nämns hur hon, Gustav III och Johanna von Lantingshausen övertalade Johan Gabriel Oxenstierna, Lewenhaupt och Adolf Ludvig Hamilton att med mask för ansiktet överraska folk i sängen och väcka dem mitt i natten med "kattmusik och oväsen", och 1782 nämns hur hon och hennes mor överraskades av drottningen ensamma med kungen, som låg till sängs och lyssnade på en uppläsning av Monvel. Hon gjorde 1779 ett misslyckat försök att övertala Gustav III att försonas med Lovisa Ulrika. År 1782 rådde hon honom att vidta åtgärder mot den religiösa sekten collinisterna, som ställt till en del oroligheter.
I december 1775 mottog Hedvig Eleonora ett brev från Gustav III där han bad att hon hos sin man skulle rekommendera Bellman, "autrement dit l'Anacreon de la Suede", till sekreterare i Kongl. Nummerlotteriet. Bellman blev sekreterare med 3 000 daler kopparmynt i lön, av vilken han lämnade hälften till den som förrättade tjänsten.
Hedvig Eleonora kom i konflikt med Gustav III efter riksdagen 1789, då Gustav bojkottades av societetens kvinnliga medlemmar sedan han placerat adelståndets oppositionella i arrest. Hösten 1790 stannade Gustav III kvar längre än vanligt på Drottningholms slott på grund av denna bojkott, och då Sofia Magdalena ville återvända till staden ville han hålla henne kvar: dels för att han annars skulle gå miste om hovdamerna, dels för att han misstänkte att hon lämnade honom som en politisk demonstration, något han misstänkte att "Madame de Klinkowström" hade manipulerat henne till. Gustav III och Hedvig Eleonora von Fersen försonades vid hans dödsbädd.

### Frimurare
Hon är känd som en av fem svenska kvinnor som under 1700-talet var medlemmar av frimurarna, via ett så kallat adoptionsfrimureri; de övriga var  Sophie von Fersen, Christina Charlotta Stjerneld, Ulrica Catharina Brahe och Hedvig Elisabet Charlotta, som från 1776 var deras stormästarinna.